# Kathodestraal
Kathodestralen, ook wel elektronenstralen genoemd, zijn stralen van elektronen waargenomen in vacuümbuizen of -lampen. Deze vacuümbuizen bestaan uit minstens één anode (positieve elektrode) en één kathode (negatieve elektrode) waarover een positieve spanning wordt aangelegd. Door ontlading zullen de elektronen overspringen van de kathode naar de anode. Het weinige gas dat zich in de vacuümbuis bevindt kan daardoor oplichten als gevolg van ionisatie. Omdat deze stralen uittreden bij de kathode worden ze kathodestralen genoemd.

## Geschiedenis
Na de uitvinding van de vacuümpomp rond 1650 door Otto von Guericke begonnen wetenschappers te experimenteren met mengsels van verdunde gassen en elektriciteit. In 1705 werd opgemerkt dat door elektriseermachines opgewerkte vonken in verdunde gassen een langere afstand aflegden dat in gewone lucht. Michael Faraday leidde in 1838 een elektrische stroom door een met verdund gas gevulde glazen buis en bemerkte een vreemde lichtboog, beginnend vlak bij de kathode en eindigend bij de anode. De enige plaats waar geen luminescentie optrad was vlak voor de kathode, waaraan namen werden gegeven als "donkere ruimte van Aston", "donkere ruimte van Crookes" en "donkere ruimte van Faraday".
In 1855 ontwikkelde de Duitse glasblazer Heinrich Geißler een kwikvacuümpomp waarmee een hoger vacuüm behaald kon worden dan met bestaande zuigerpompen. Door in een gedeeltelijk vacuüm gepompte glazen buis (geisslerbuis) een elektrische ontlading teweeg te brengen ging deze een kleurige gloed uitstralen. Tussen 1870 en 1880 experimenteerde de Brit William Crookes met vacuümbuizen waarin hij metalen vaantjes had aangebracht. Deze vaantjes begonnen rond te draaien op het moment dat er een gasontlading in de buis plaatsvond doordat ze getroffen werden door deeltjes die van de kathode afkomstig waren. Ook toonde Crookes aan dat kathodestralen zich in een rechte lijn voortbewegen en door magneten afgebogen kunnen worden.
Tot het einde van de negentiende eeuw werd dit fenomeen in detail bestudeerd door vele natuurkundigen, waaronder Jean-Baptiste Perrin, Johann Wilhelm Hittorf, Eugen Goldstein, Philipp Lenard en Wilhelm Röntgen, op zoek naar een sluitende theoretische verklaring van de aard van deze stralen.

## Ontdekking van het elektron
Het was de natuurkundige Joseph John Thomson die samen met zijn collega's John Sealy Townsend en Harold Albert Wilson het deeltjeskarakter van de straling in de vacuümbuis aantoonde. Met behulp van een metalen plaatje tussen de anode en de kathode verkreeg hij een schaduw. Wanneer hij een extern magnetisch veld aanlegde door een permanente magneet in de nabijheid van de buis te houden, zag hij dat de schaduw in vorm en plaats veranderde.
Hieruit kon men concluderen dat de straling niet puur elektromagnetisch van aard was. Elektromagnetische golven worden namelijk niet afgebogen door een magnetisch veld. De straling moest dus een deeltjeskarakter hebben. Bij verdere studies werden de massa en lading van het deeltje tot grote nauwkeurigheid bepaald. De massa bleek meer dan duizend keer kleiner te zijn dan die van het tot dan toe kleinste “elementaire deeltje” gekend, namelijk waterstof. Thomson was van mening dat hij een nieuw elementair deeltje had ontdekt. Dit deeltje zou later het elektron genoemd worden.